# Botajica
Botajica (cyr. Ботајица) – wieś w Bośni i Hercegowinie, w Republice Serbskiej, w gminie Modriča. W 2013 roku liczyła 579 mieszkańców.